# 白水洋
27°05′48″N 119°04′05″E / 27.096558°N 119.067999°E

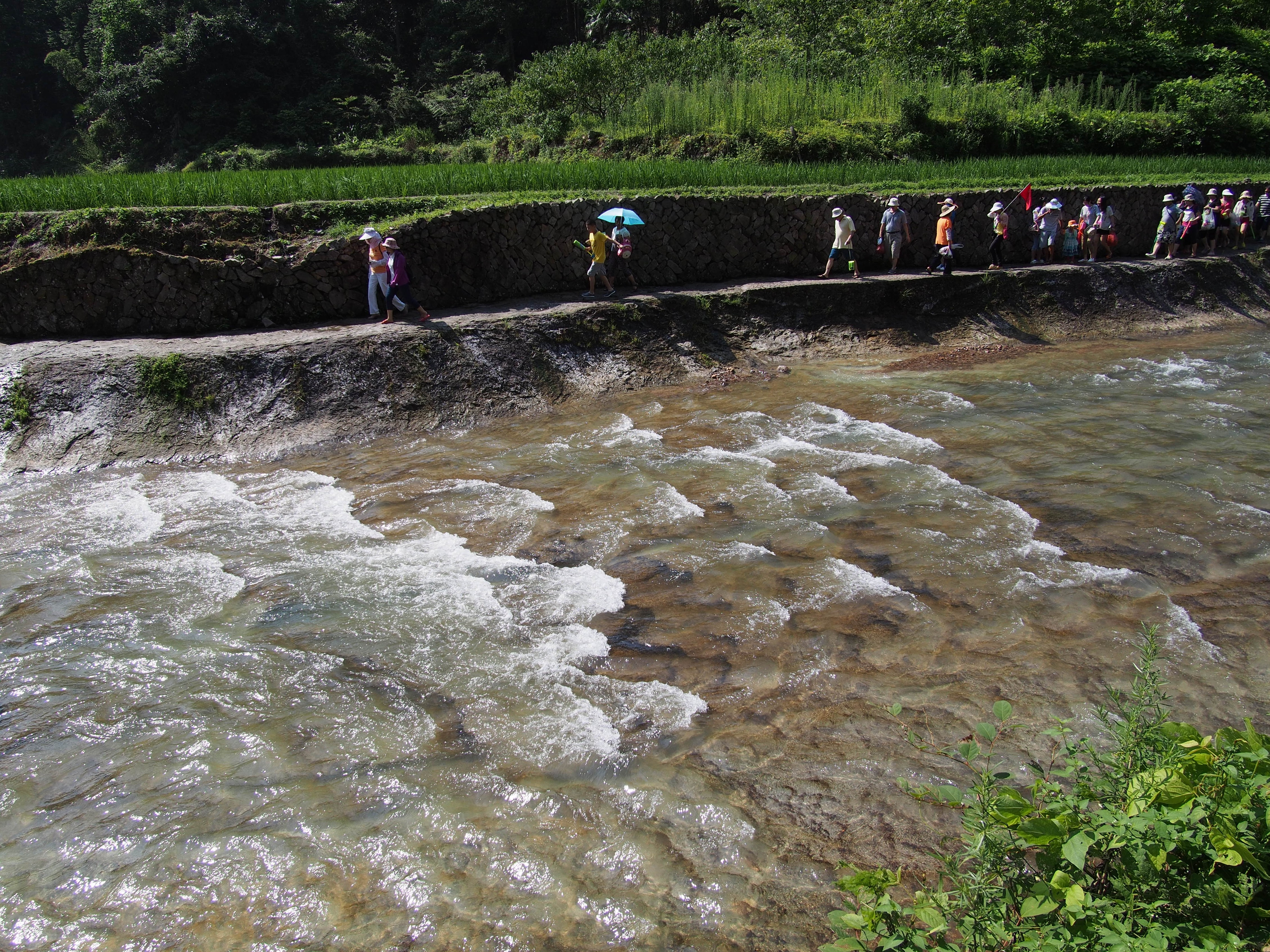
白水洋（2014年7月）

白水洋旅游风景区，位于福建省宁德市屏南县境内，2005年8月被评为中国国家地质公园，2010年与福安市白云山、福鼎市太姥山联合列为宁德世界地质公园。
白水洋国家地质公园由白水洋、宜洋、水竹洋、棋盘顶和双溪五大景区组成，占地面积77.34平方公里，因其奇特的景观而被誉为“天下绝景，宇宙之谜”。福州大学地质研究专家曾在白水洋发现第四纪古冰川遗迹，并认为白水洋是通过一百多万年前的古冰川运动形成的，但也有学者不同意这种观点。
吴仪曾在2006年为白水洋题词“奇特景观”。